# Okertal (Naturschutzgebiet)
Koordinaten: 51° 59′ 12″ N, 10° 35′ 1″ O

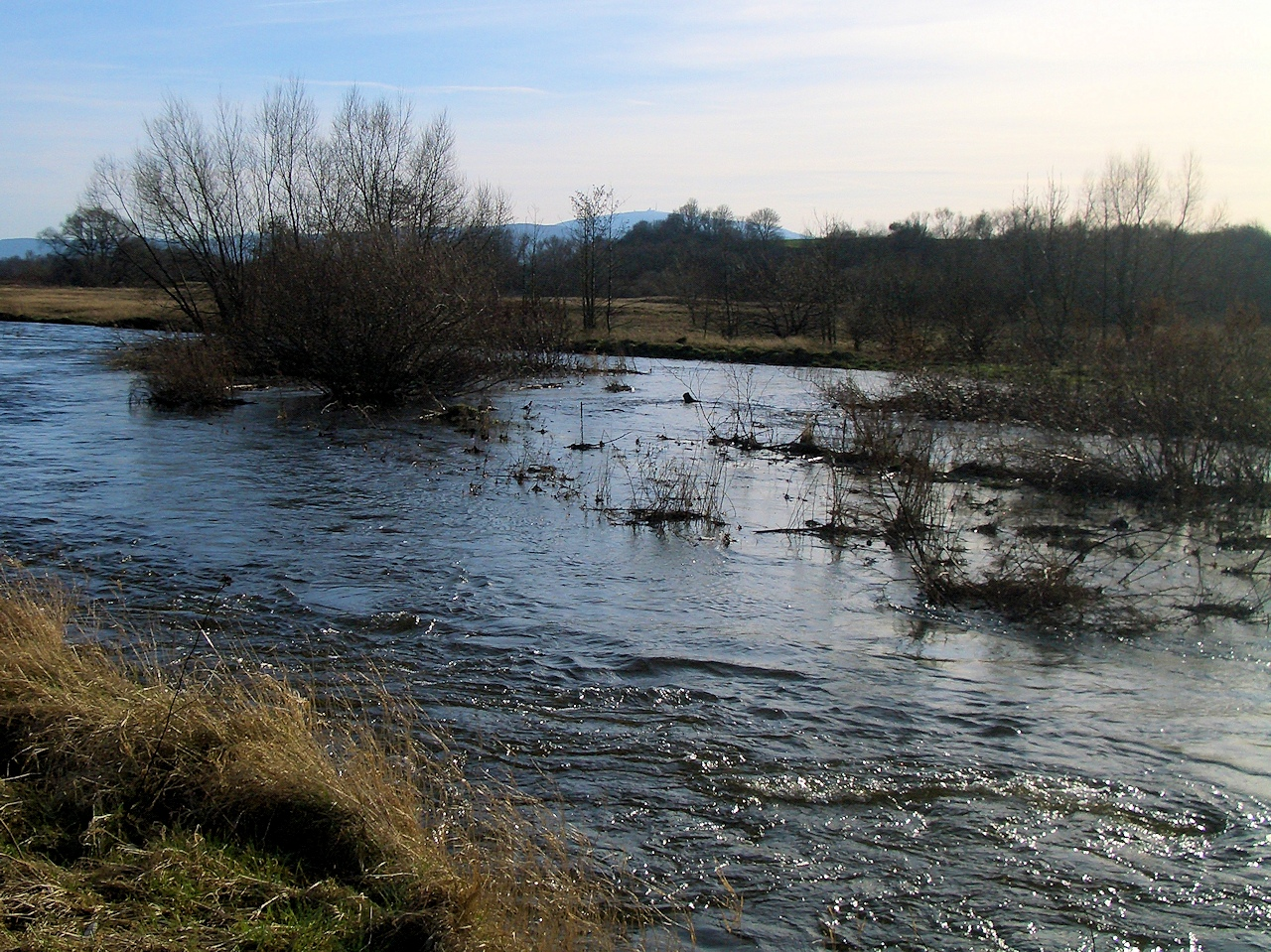
Blick ins Naturschutzgebiet Okertal von der östlichen Uferseite, im Hintergrund der Brocken

Das Okertal ist ein Naturschutzgebiet in der Stadt Osterwieck im Landkreis Harz in Sachsen-Anhalt. 
Das Naturschutzgebiet trägt das Kennzeichen NSG0171. Es ist 82 Hektar groß und Bestandteil des FFH-Gebietes „Ecker- und Okertal“. Es grenzt nach Westen an das in Niedersachsen liegende Naturschutzgebiet „Oker- und Eckertal in den Landkreisen Goslar und Wolfenbüttel“. Das Gebiet steht seit 1997 unter Naturschutz. 
Das Naturschutzgebiet liegt westlich der Osterwiecker Ortsteile Göddeckenrode und Wülperode zwischen den niedersächsischen Orten Vienenburg und Schladen. Es wird nach Norden, Westen und Süden von der Landesgrenze zu Niedersachsen begrenzt. Nach Osten reicht das Naturschutzgebiet bis zum früheren Kolonnenweg im Verlauf der ehemaligen innerdeutschen Grenze.
Das Naturschutzgebiet stellt einen Abschnitt des Flusslaufs der Oker und einen Teil der Niederung unter Schutz. Die Oker stellt sich im Naturschutzgebiet als naturnaher, mäandrierender und schnell fließender Flusslauf mit Schotterbänken dar. Im Niederungsbereich sind Flutmulden und Altwasser zu finden. Den Flusslauf begleiten ein Mosaik aus Auwaldresten, Hochstaudenfluren und blütenreiche Schotterfluren sowie schwermetallbeeinflusste Flussschotter-Magerrasen und Wiesengesellschaften.
Da das Gebiet im Bereich des zur Zeit der deutschen Teilung nicht zugänglichen Grenzbereichs liegt, hat es sich zu einem Lebensraum für zahlreiche geschützte und vom Aussterben bedrohte Tier- und Pflanzenarten entwickelt. Im Naturschutzgebiet kommen u. a. Flussuferläufer, Flussregenpfeifer, Uferschwalbe, Kiebitz und Eisvogel als Brutvögel vor. Im Okertal gibt es ein binnenländisches Vorkommen des Mittelsägers. In der Oker sind u. a. Bachforelle, Elritze und Dreistachliger Stichling heimisch.
Verbreitet sind Röhrichtgesellschaften zu finden. Auf trockenfallenden Flächen siedeln sich u. a. Gemeiner Windhalm, Weißer Gänsefuß und Behaartes Knopfkraut an. In Verlandungszonen in Altarmen der Oker sind u. a. Sumpf-Schwertlilie, Breitblättriger Rohrkolben, Bachbunge, Schwanenblume, Schild-Wasserhahnenfuß und Ästiger Igelkolben zu finden. 
Die Schwermetallschotter sind von zahlreichen Flechten bewachsen. Außerdem kommen hier u. a. Hallers Grasnelke, Frühlingsmiere und Hallers Schaumkraut, auf stärker vergrasten Schwermetallrasen auch Borstgras, Rotes Straußgras und Echter Schafschwingel vor.
Nach Osten schließen sich landwirtschaftliche Nutzflächen an das Naturschutzgebiet an.